# Еани (Кожани)
Еани (грчки: Αιανή) је насељено место у саставу општине Кожани, округ Кожани, у периферији Западна Македонија, Грчка.

## Име
До 1926. године, село се звало Каљани (грчки:Καλλιανή) (1).

## Географија
Село Еани се налази 20 km од Кожана, са леве (северне) стране вештачког језера на реци Бистрици (Алиакмонас), у подножју планине Црвена Гора (Вуринос).

## Историја

### Антички град Еани
У античко доба Еани су главни град Елимеје, дела Античке Македоније. У 4. веку пре н.е. улази у састав великог античког македонског царства. Затим наставља да живи и у доба Хеленизма.

### Османско царство
Село Каљани формирано је на око 2 km од старог античког града. На крају 19. века, Каљани су грчко православно село у југозападном делу Кожанске казе Отоманске империје.
По статистикама службеника Бугарске егзархије Васила К'нчова из 1900.-те године, Каљани су грчко - елинофоно село и у њему живи 900 Грка (2).
По подацима грчког конзулата у Еласони из 1904. године у Каљанима живи 500 православних Грка (3).

### После Балканских ратова
У Првом балканском рату, 1912. године село ослобађа грчка војска. После Другог балканског рата 1913. године и договора који су уследили поделом отоманске Македоније, Каљани улазе у састав Краљевине Грчке. Селу је 1926. године промењено име у Еани, по античком граду који се налазио у близини.
У данашње доба Еани је велико село са 2.047 становника. Велики сеоски празник је Лазаревдан. Поводом празника одржавају се различите свечаности и стари обичаји (4). У атару села има 11 цркава, које потичу из периода од 11. до 19. века. Црква „Успеније Богородице“ у центру села потиче са краја 11. и почетка 12. века, са реконструкцијама из 16., 18. и 19. века (5).
У месном Археолошком музеју изложени су прекрасни експонати, из периода античког града Еани. Налази се у савременој великој згради изграђеној 2002. године. Археолошки комплекс античког града налази се на око 2 km од центра села, где се могу видети и остаци старог града.